# Love and Marriage
Love and Marriage (česky Láska a svatba) je písnička, kterou napsal Jimmy Van Heusen, text k ní byl napsán Sammy Cahnem a nazpívali ji Frank Sinatra, Dinah Shore a další.

## Verze
Nejprve tuto píseň v roce 1955, pro chystaný televizní seriál Our Town, nazpíval Frank Sinatra. Tato píseň se stala hitem a dosáhla na #5 příčku americké Top 40 hitparády Billboard v roce 1955. Také verze od Dinah Shore byla populárně úspěšná. Další verze byla od Peggy Lee z alba "Olé ala Lee" (1961). Sinatrova verze byla také použita do sitcomu z přelomu 80 a 90. let - Ženatý se závazky - a to jako titulní píseň.

## Parodie
- Hudba písně Love and Marriage se slovy "... soup and sandwich ..." (Polévka a sendvič), byly použity do reklamy na polévku firmy Campbell Soup Company.
- Pod názvem „Atmosféry“ se hudba s českým textem Lou Fanánka objevila na LP Kuss dvojice Těžkej Pokondr.